# Estación San Antonio de Areco
San Antonio es una estación ferroviaria ubicada en la ciudad de San Antonio de Areco, partido homónimo, Provincia de Buenos Aires, Argentina.

## Servicios
El ramal dejó de ser servido por trenes de pasajeros en 1992 y más tarde fue concesionado a la operadora ferroviaria de cargas NCA (Nuevo Central Argentino).
El Ministerio de Transporte de la Nación ha dispuesto la recuperación del ramal para el restablecimiento del servicio de pasajeros y se están llevando a cabo tareas de renovación y acondicionamiento de vías para recuperar el tramo entre Capilla del Señor y San Antonio de Areco y así lograr la reactivación de este servicio tras 29 años. 
En marzo de 2020 , durante la pandemia de COVID-19 , habitantes y familias en situación de calle tomaron el Antiguo edificio histórico ante la nula acción de preservar la vida humana por parte de quienes en ese momento estaban a cargo del ejecutivo municipal , sufriendo hostigamiento , destrato , y abusos de autoridad constante a raíz de haber actuado en defensa de derechos sobre la preservación de la salud en momentos de tan grave situación.
El 20 de julio de 2022, llegó un tren de prueba con personal jerárquico de la Línea Mitre, para inspeccionar los trabajos de vía entre Capilla del Señor y San Antonio de Areco, siendo esta última la futura cabecera del servicio. El mismo no fue finalmente restablecido a la finalización de la respectiva gestión de la empresa.

## Historia
La estación San Antonio fue fundada en 1892 junto con el ramal de Vagués a Pergamino y pertenece al Ferrocarril Bartolomé Mitre. La estación fue clausurada en 1992 y actualmente no brinda servicios de pasajeros ni cargas. En la estación funcionaba en la época del 2000 al 2008 un jardín infantil. 
Actualmente la estación y su entorno se encuentra totalmente intrusado y en condiciones deplorables de conservación, se está luchando para que la estación se pueda reparar y restaurar para un uso público. 

## Ubicación
La estación pertenece al partido homónimo. Sus coordenadas geográficas son 34°15′29″S 59°28′51″O / -34.25806, -59.48083.

## Imágenes de la estación

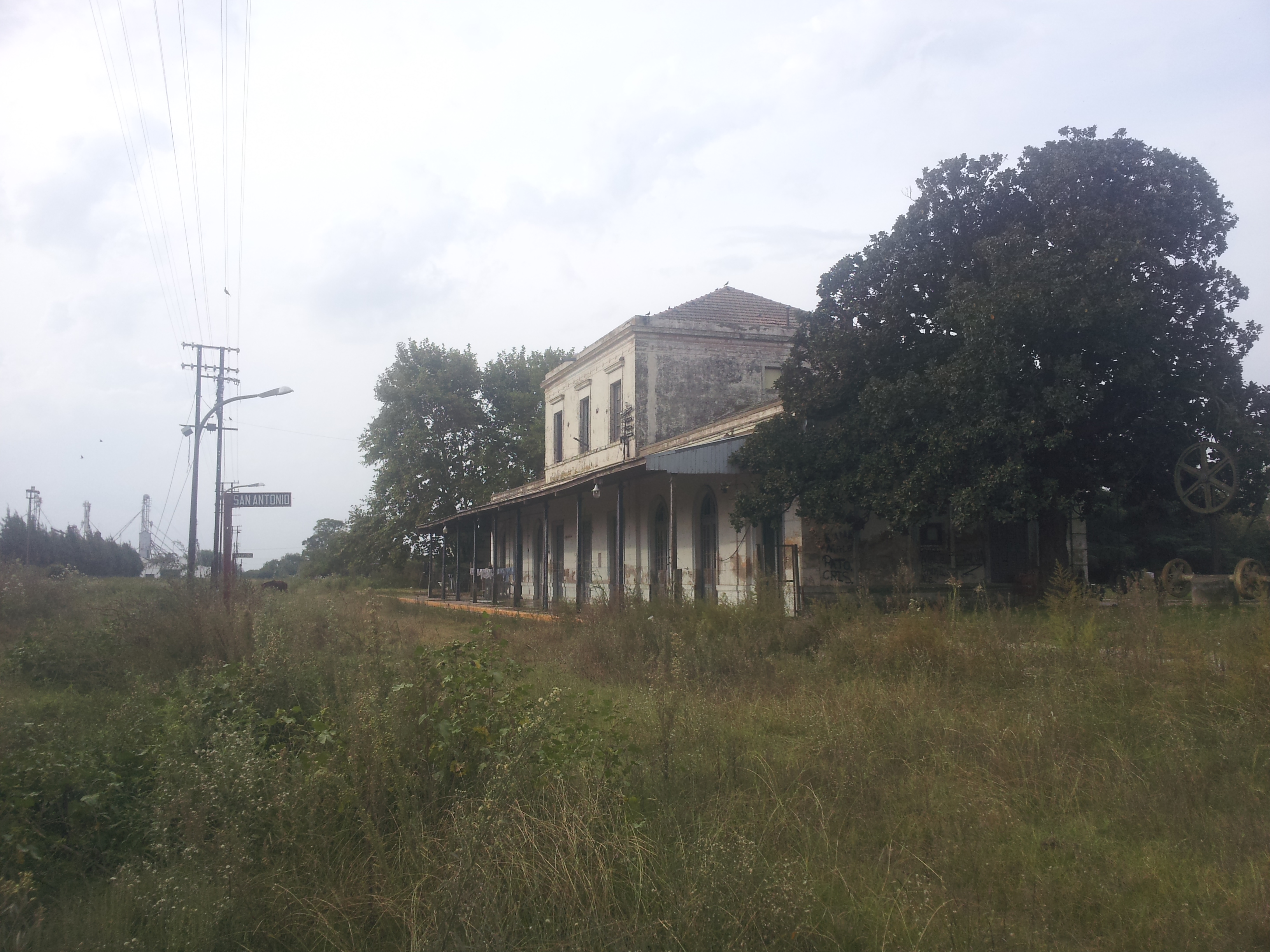
Estación San Antonio (abril de 2015)
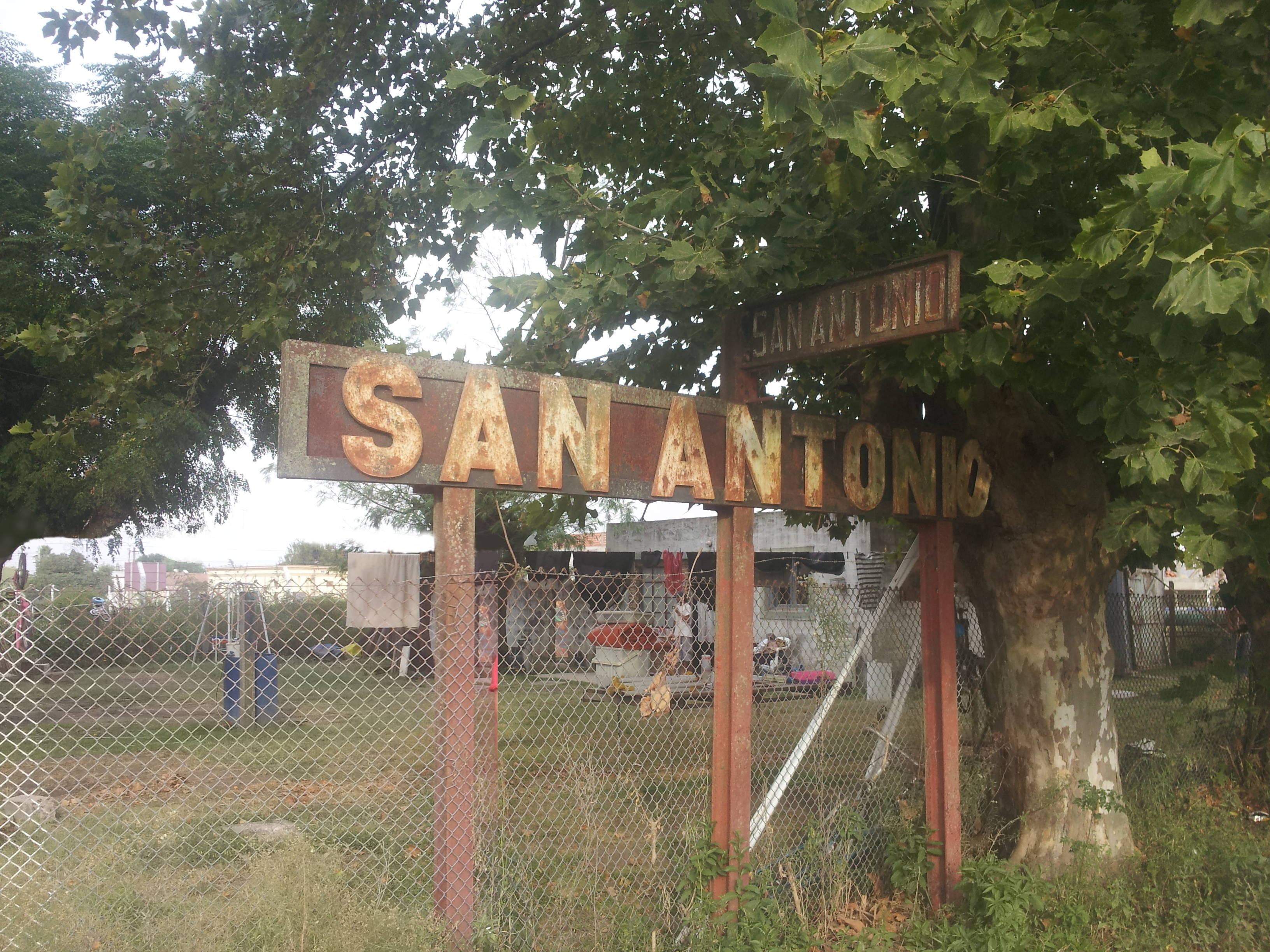
Cartel de la estación San Antonio
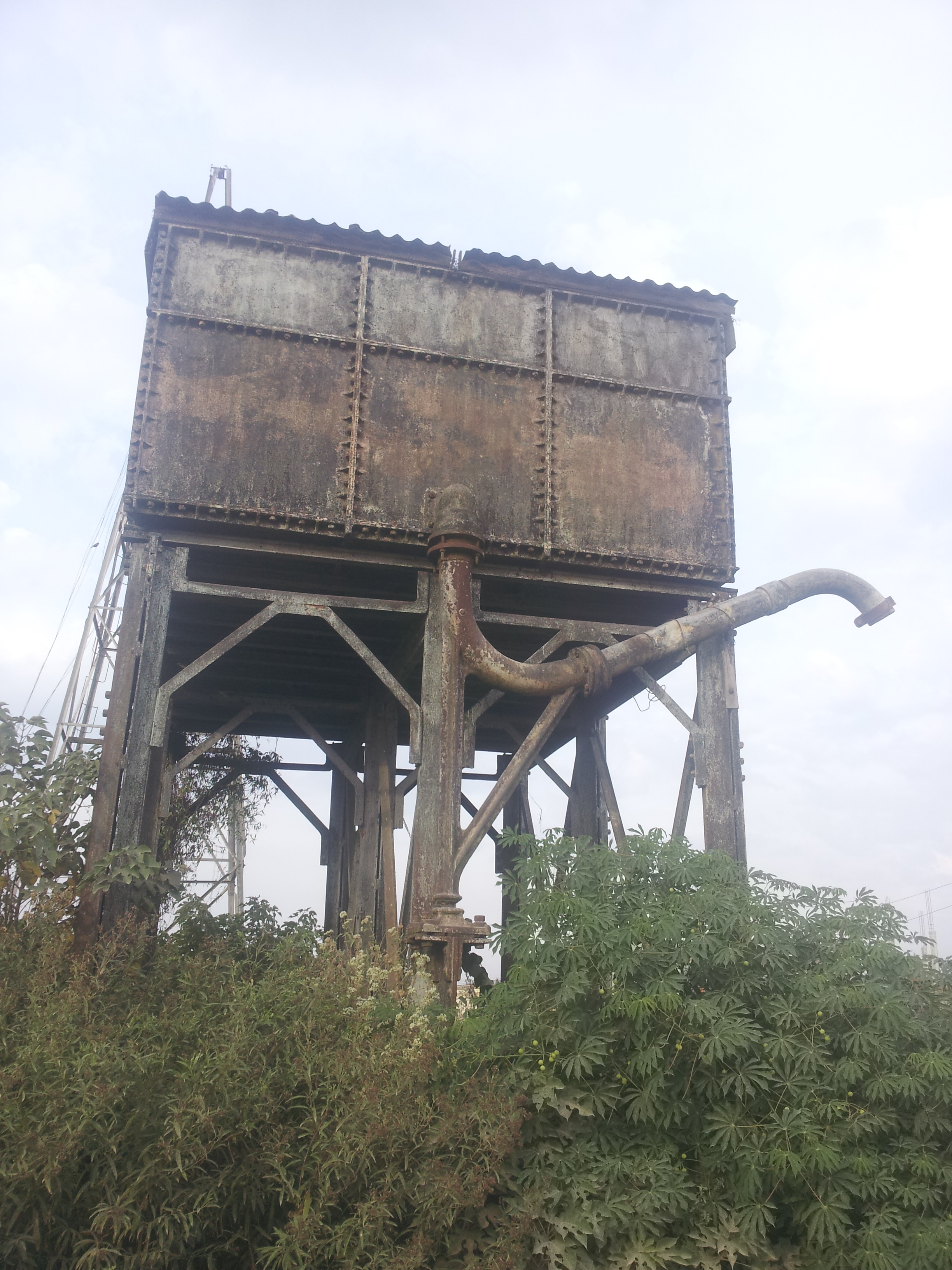
Tanque de abastecimiento de agua para las locomotoras a vapor
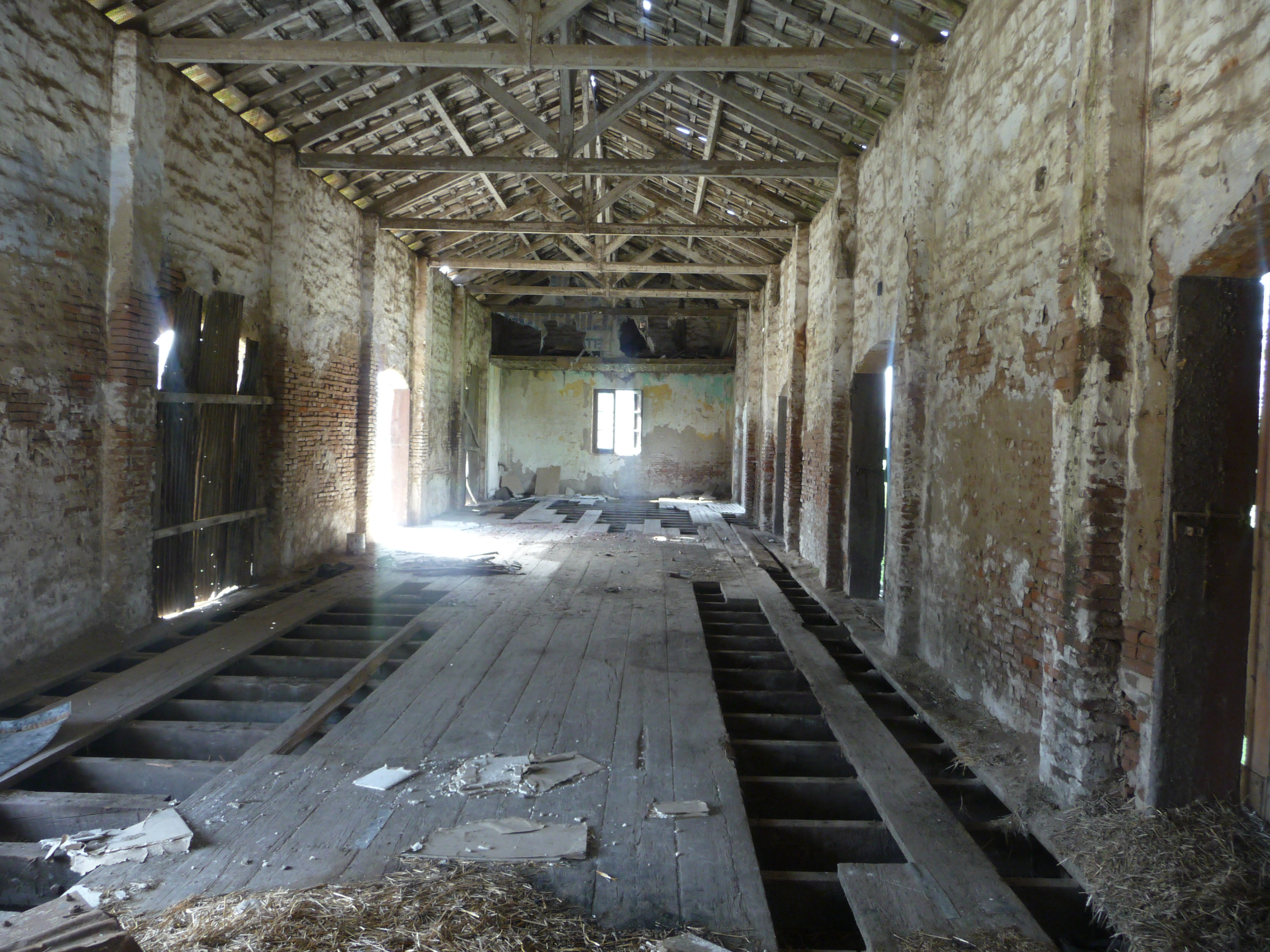
Antiguo granero de la estación (septiembre de 2012)
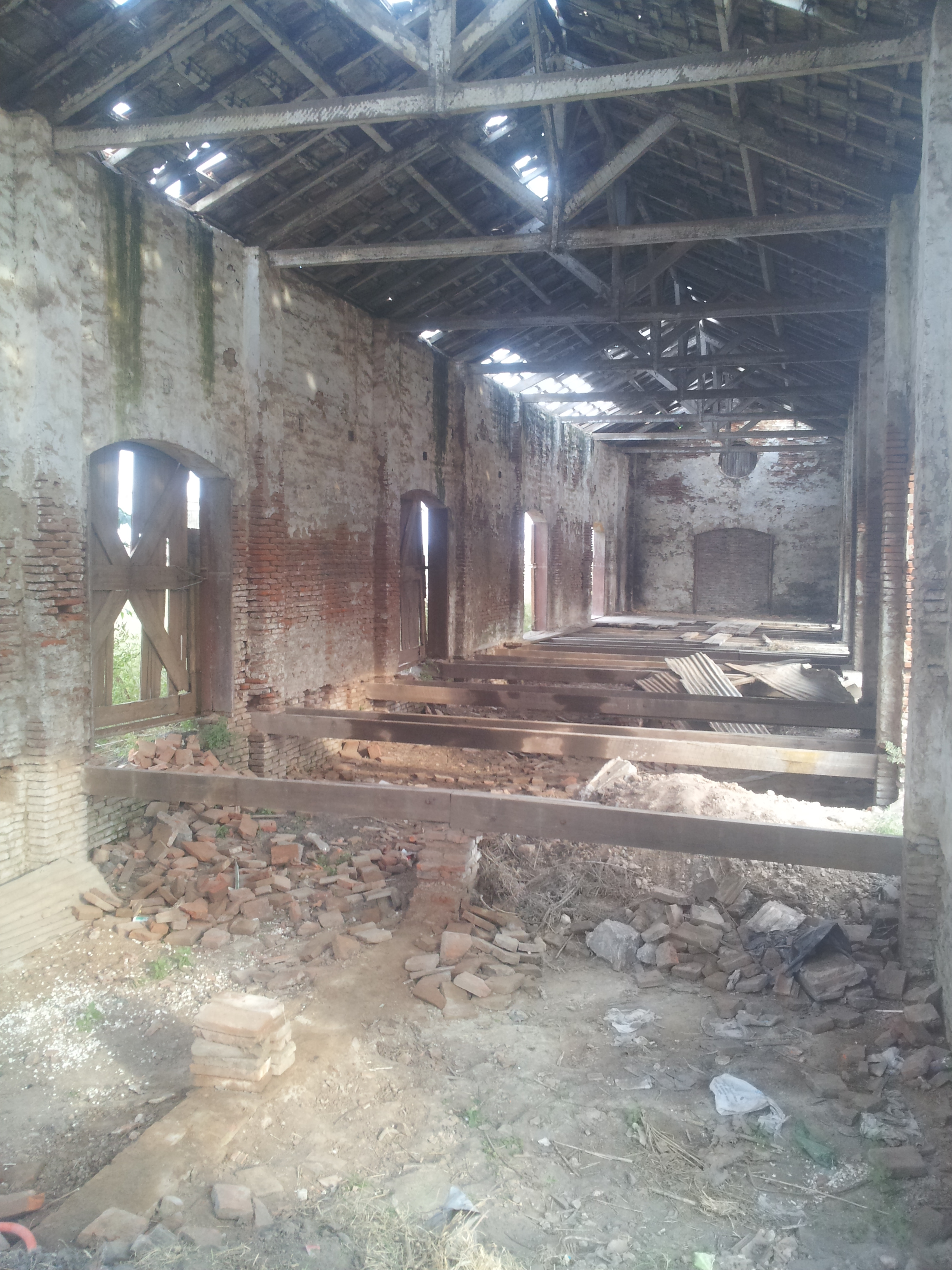
Antiguo granero de la estación, con marcados signos de deterioro (abril de 2015)